# Lukasevangeliet
Lukasevangeliet är den tredje boken i Nya Testamentet. Tillsammans med Matteus- och Markusevangeliet räknas den till de synoptiska evangelierna. Traditionen utpekar läkaren Lukas som författare, omnämnd i bland annat Kolosserbrevet 4:14. Lukasevangeliet förkortas Luk, men i vetenskapliga sammanhang används ofta förkortningen Lk istället.

## Datering
Lukasevangeliets författare daterar själv mer eller mindre noggrant en del av de händelser som återges i texten, ett exempel är Johannes Döparens framträdande i det femtonde året av kejsar Tiberius regering (3:1), det vill säga mellan den 19 augusti år 28 och den 18 augusti år 29. Lukasevangeliet och Apostlagärningarna har samma författare vilken traditionellt antagits vara Lukas. Man är inte helt klar över när boken skrevs. Vanligen dateras den till perioden 55–90 e.Kr., oftast 75–90 e.Kr. Traditionell bibelsyn brukar istället datera Lukasevangeliet till 60–65 e.Kr. Lukas börjar sitt evangelium med att skriva till Teofilos och i början av Apostlagärningarna skriver han också till Teofilos och hänvisar till sin ”förra skrift” som är Lukasevangeliet. Alltså måste Lukasevangeliet ha kommit till Teofilos före Apostlagärningarna. Slutet av Apostlagärningarna är väldigt abrupt och det slutar med att Paulus sitter som fånge i husarrest i Rom och undervisar om Jesus. Att Apostlagärningarna inte fortsätter berätta om historien och hur det hela slutar tror man beror på att Lukas inte hade mer att berätta eftersom inget ytterligare hade hänt då boken avslutades. Vidare vet man också att Paulus satt i husarrest till år 62 och strax efter det dömdes till döden. Eftersom detta måste ha skett innan Apostlagärningarna skrevs klart måste också Lukasevangeliet ha blivit färdigskrivet innan detta eftersom det skrevs innan Apostlagärningarna.

## Traditionens författare
Den Lukas som utpekas som författare rörde sig i församlingen i Jerusalem, där han sannolikt träffade Jungfru Maria. Han reste tillsammans med Paulus (deras resa till Rom via Jerusalem i slutet av 50-talet beskrivs i Apostlagärningarnas senare hälft) och träffade säkerligen flera av Jesu lärjungar under tiden Paulus enligt Apostlagärningarna 24:27 sitter fängslad i Caesarea under Antonius Felix två sista år som prokurator över Judeen (56–58 e Kr). När Porcius Festus efterträdde Felix år 58/59 återupptogs rättegången mot Paulus och beslutet blir att Paulus skickas som fånge till Rom eftersom han vädjat till kejsaren (Nero).

## Innehåll
Till sitt innehåll finns det mesta av Markusevangeliet med. Markusevangeliets författare Johannes Markus reste även han med Paulus enligt Apostlagärningarna. Därutöver har Lukas eget material som till exempel födelseberättelsen, och jungfru Marias besök hos Elisabet. Det har debatterats om de medicinska iakttagelser som nämns är resultatet av en läkares kunskap eller om det är kunskap en bildad man hade.

## Bibelkritikens syn

### Tvåkällshypotesen
Inom bibelforskningen anses det troligt att Lukas hade två skriftliga källor som han utgick ifrån, dels Markusevangeliet, dels en förlorad samling med Jesusord, som betecknas Q.

### Kvinnoperspektivet
Bibelforskningen har uppmärksammat att Lukas ger en mycket mer framskjuten plats åt kvinnorna i berättelsen i sin framställning än de andra tre evangelisterna.

### Författarskapet
Bibelforskningen har uppmärksammat att Lukasevangeliet mest troligt skrevs i en grekisk miljö. Bland feministiska teologer har detta tillsammans med den framträdande roll kvinnor spelar i evangeliet tagits som grund för att framkasta hypotesen att Lukasevangeliet skrevs av en kvinna.
I vilket fall kan inte den moderna bibelforskningen slå fast någon specifik författare.